# Club Deportivo Boston College (voleibol feminino)
O time de voleibol feminino do Club Deportivo Boston College,  é  um time chileno de voleibol indoor feminino da cidade de Santiago. Atualmente disputa a Liga A1 Chilena, foi fundado em 1996.

## Resultados obtidos nas principais competições

### Títulos conquistados
Campeonato Sul-Americano de Clubes
- Terceiro posto:2013[9]

Campeonato Chileno
- Campeão: 2012[7], 2013[8], 2014[10], 2015[11], 2016[13], 2017[15], 2018, 2019, 2021 e 2022
- Vice-campeão: 2007[2], 2008[3], 2010[5]
- Terceiro posto:2009[4]
- Quarto posto:2023

Super 4 Nacional
- Campeão: 2011[6]